# Ctenophorus tjantjalka
Ctenophorus tjantjalka — вид ігуаноподібних ящірок родини агамових (Agamidae). Ендемік Австралії.

## Поширення й екологія
Ctenophorus tjantjalka мешкають на півночі центральної частини Південної Австралії, між горами Індулкана і Кубер-Педі на заході, пустелею Сімпсон на півночі та ранчо Анна-Крік на півдні. Вони живуть у кам'янистих місцевостях, порослих спініфексом.